# Leninsk-Koeznetski
Leninsk-Koeznetski (Russisch: Ленинск-Кузнецкий) is een stad in het westen van de Russische oblast Kemerovo met ruim 100.000 inwoners (vierde van de oblast). De stad ligt in West-Siberië, in het steenkoolgebied Koezbass, aan de beide oevers van de rivier de Inja (zijrivier van de Ob) op 131 kilometer ten zuiden van Kemerovo en vormt het bestuurlijk centrum van het gelijknamige district.

## Geschiedenis
De stad wordt voor het eerst genoemd als de nederzetting Koltsjoegino (Кольчу́гино), die voorkomt in een lijst van plaatsen in het Gouvernement Kolyvan in 1763. De naam is afkomstig van de achternaam van een Russische migrant. In de jaren 80 van de 19e eeuw werd steenkool aangetroffen in de nabijheid van de plaats, waarop de eerste mijn (Oespech; "succes") werd geopend in 1883. In de jaren 90 groeide de plaats uit tot het kolenmijnbouwcentrum van de Altaj. De Franse onderneming Kopikoez, die een aantal mijnen in de Altaj van de tsaar voor 60 in lease kreeg, breidde vanaf 1913 de mijnbouw rond de plaats sterk uit met nieuwe mijnen en spoorlijnen.
Tegen het uitbreken van de Russische Burgeroorlog vormde de plaats reeds een aanzienlijke arbeidersnederzetting. Van 5 op 6 april 1919 grepen de arbeiders en bolsjewieken de macht in de plaats. De sovjets nationaliseerden de mijnen van Kopikoez en zetten de ontwikkeling van de mijnen door vanaf januari 1920 met nieuwe apparatuur. Vlak na de oorlog werd Koltsjoegino op 10 juli 1922 op aandringen van de arbeiders hernoemd tot Lenino (Ле́нино). Reeds drie jaar later kreeg de plaats op 6 juli 1925 de status van stad en kreeg ze haar huidige naam Leninsk-Koeznetski, waarbij de toevoeging -Koeznetski diende voor het onderscheiden van de stad van de vele andere plaatsen die de naam Lenin gebruikten. In de jaren 30 maakte de steenkoolwinning bij de stad een grote industriële ontwikkeling door, waarbij ook mijnen in de stad zelf ontstonden.
In 1989 werd de stad Polysajevo afgescheiden van de stad.

## Economie
Leninsk-Koeznetski vormt een van de centra voor kolenmijnbouw van de Koezbass. Deze sector en aanverwante industrie omvatten 63% van de productie. Er wordt steenkool gewonnen in vijf mijnen; im. S. M. Kirova, im. 7 Nojabrja, Komsomolets, Krasnojarskoj en Jegozovskoj. In de mijnen komen vaak ongelukken voor. Andere industrieën in de stad zijn de machinebouw, fabricage van bouwmaterialen, chemische, lichte en voedingsmiddelenindustrie.
In en rondom de stad bevinden zich veel ertslagen (onder andere steenkool, kalksteen, mangaan en goud). De stad ligt in een landbouwregio.

## Transport
De stad ligt aan de kruising van de autowegen Leninsk-Koeznetski - Novosibirsk en Kemerovo - Novokoeznetsk. Daarnaast ligt de stad aan de spoorlijnen van Novosibirsk naar Novokoeznetsk en van Kemerovo naar Novokoeznetsk. Sinds 1984 heeft de stad de beschikking over een netwerk van trolleybussen.

## Demografie
Het inwoneraantal van de stad steeg met name snel in de jaren 30 en 80. Sinds de val van de Sovjet-Unie is het inwoneraantal met meer dan 50.000 gedaald.
| 1926   | 1939   | 1959    | 1970    | 1979    | 1989    | 2002    |
| ------ | ------ | ------- | ------- | ------- | ------- | ------- |
| 20.000 | 83.000 | 132.000 | 128.000 | 132.100 | 165.487 | 112.253 |

## Sport
De stad vormt de thuisbasis van de voetbalclub Zarja Leninsk-Koeznetski, die meerdere malen in de Russische eerste divisie speelde.
Bestuurlijk centrum: Kemerovo

Anzjero-Soedzjensk · Belovo · Berjozovski · Goerjevsk · Joerga · Kaltan · Kiseljovsk · Leninsk-Koeznetski · Mariinsk · Mezjdoeretsjensk · Myski · Novokoeznetsk · Osinniki · Polysajevo · Prokopjevsk · Salair · Tasjtagol · Tajga · Topki